# Швидкісна автомагістраль президента Байдена

Карта автомагістралі президента Джо Байдена-молодшого

Автомагістраль президента Джозефа Р. Байдена-молодшого (англ. President Joseph R. Biden, Jr), Автострада президента Джозефа Р. Байдена-молодшого - це автомагістраль довжиною 0,76 милі (1,22 км) на південний схід від центру міста Скрентон у штаті Пенсільванія. Пролягає зі сходу на південний схід від американської траси 11 (US 11)/Пенсильванської траси 307 (PA 307) біля центру міста до міждержавної автомагістралі 81 (I-81). 
Шосе є однією з трьох автомагістралей у Пенсильванії, на якій немає жодного номера маршруту. У Системі прив'язки до місцевості вона позначена як State Route 3022 Департаменту транспорту штату Пенсильванія (PennDOT). У 2021 році дорогу було перейменовано на честь 46-го президента США Джо Байдена, який народився у Скрентоні.

## Опис маршруту
Швидкісна автомагістраль Президента Байдена у східному напрямку наближається до I-81 у Скрентоні
Автомагістраль президента Байдена починається на перехресті з US 11/PA 307 і Кедровою авеню (Cedar Avenue) у Скрентоні, звідки можна виїхати на US 11/PA 307 у північному напрямку і на US 11/PA 307 у південному напрямку. Звідси швидкісна автомагістраль Президента Байдена прямує на схід-південний схід як чотирисмугова автомагістраль. Дорога проходить між житловими кварталами на південному заході і Ревучим Бруком на північному сході. Автострада проходить під мостом на Гаррісон Авеню і закінчується на Т-подібній транспортній розв'язці з автомагістраллю I-81.

## Історія
Будівництво розпочалося у 1964 році поряд з прилеглою ділянкою I-81. Дорога була побудована вздовж частини колишньої залізниці Лакаванна та Вайомінг-Веллі, що проходила під мостом Гаррісон-авеню. Вона була відкрита з тимчасовою західною кінцевою станцією, що входила у Фронт-стріт на Проспект-авеню. На початку 1970-х років була відкрита сучасна розв'язка на західній кінцевій станції, яка з'єдналася з новою дорогою, що замінила знесений міст на Спрус-стріт.
У липні 2021 року з'явилася пропозиція перейменувати Центральну швидкісну автомагістраль Скрентона на честь чинного президента США Джо Байдена, який народився у Скрентоні. 20 липня 2021 року міська рада Скрентона одноголосно проголосувала за перейменування Центральної швидкісної автомагістралі Скрентона на автомагістраль імені президента Джозефа Р. Байдена-молодшого. Разом з перейменуванням Спрус-стріт на Байден-стріт. 
29 вересня 2021 року Департамент дорожнього господарства штату Пенсильванія замінив знаки на північних смугах I-81, а наступного дня - на південних смугах I-81. Встановлення знаків було завершено 4 жовтня 2021 року на з'їзді 185 зі з'їзду з автомагістралі I-81.

## Галерея

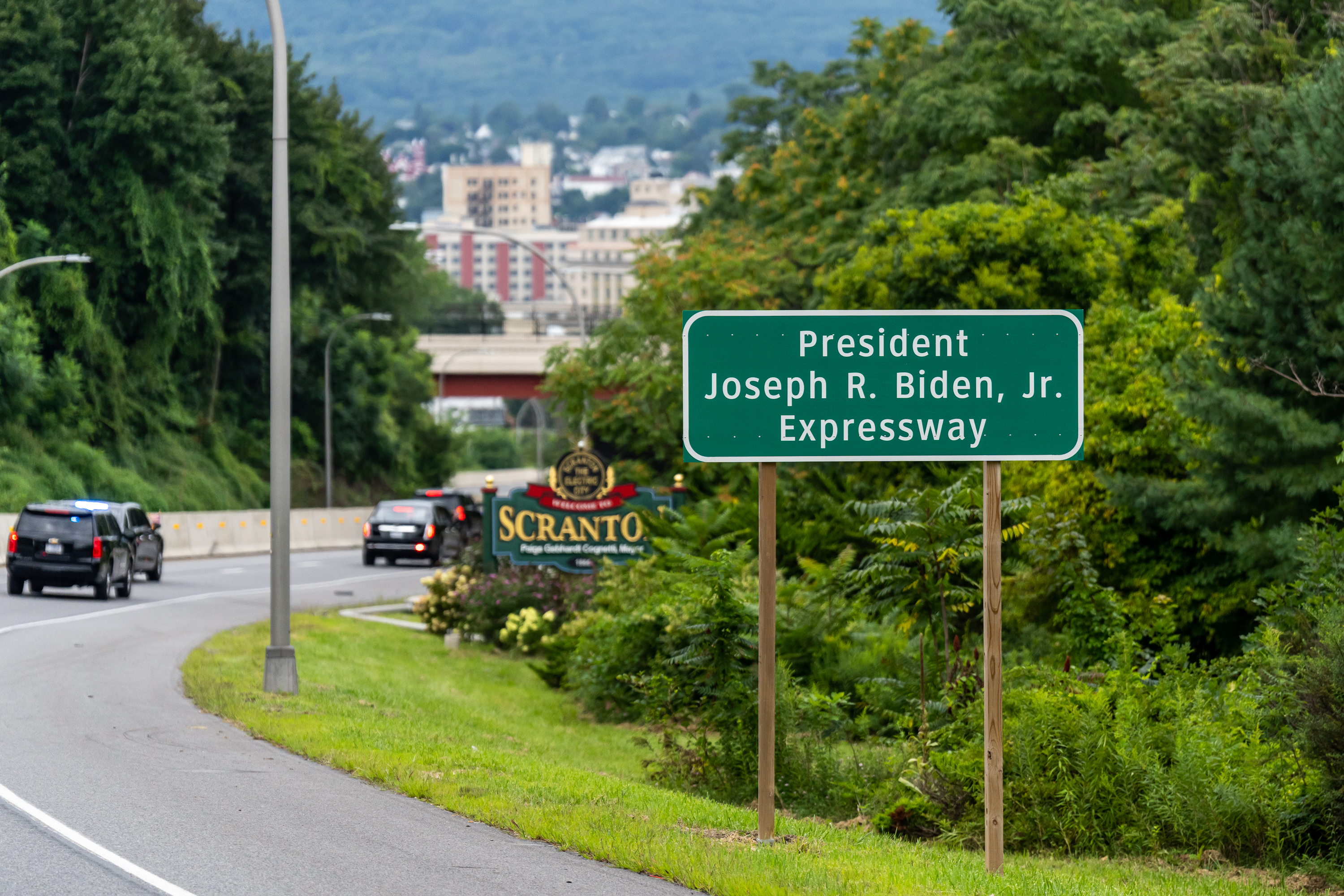
Дорожній знак
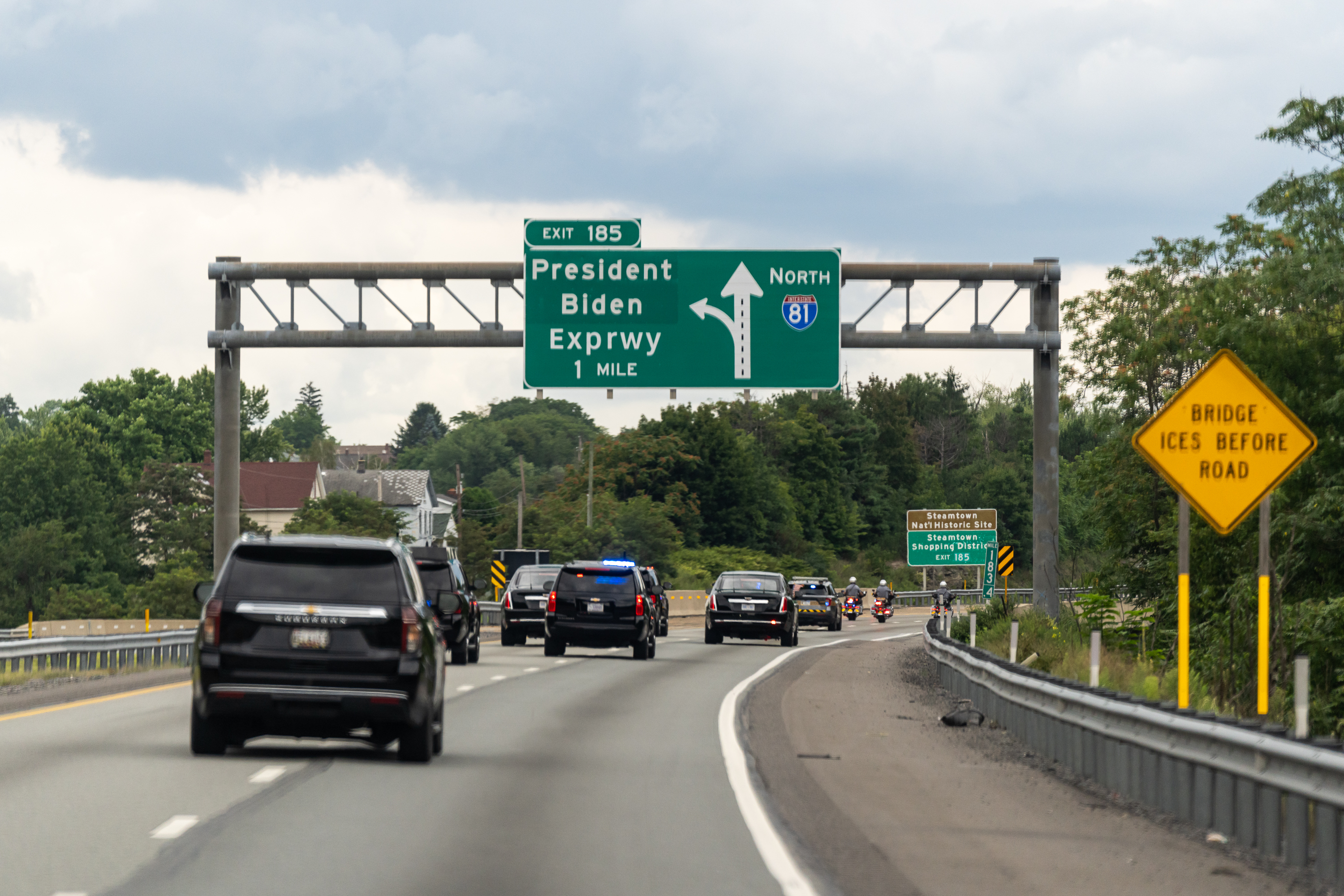
Дорожній вказівник
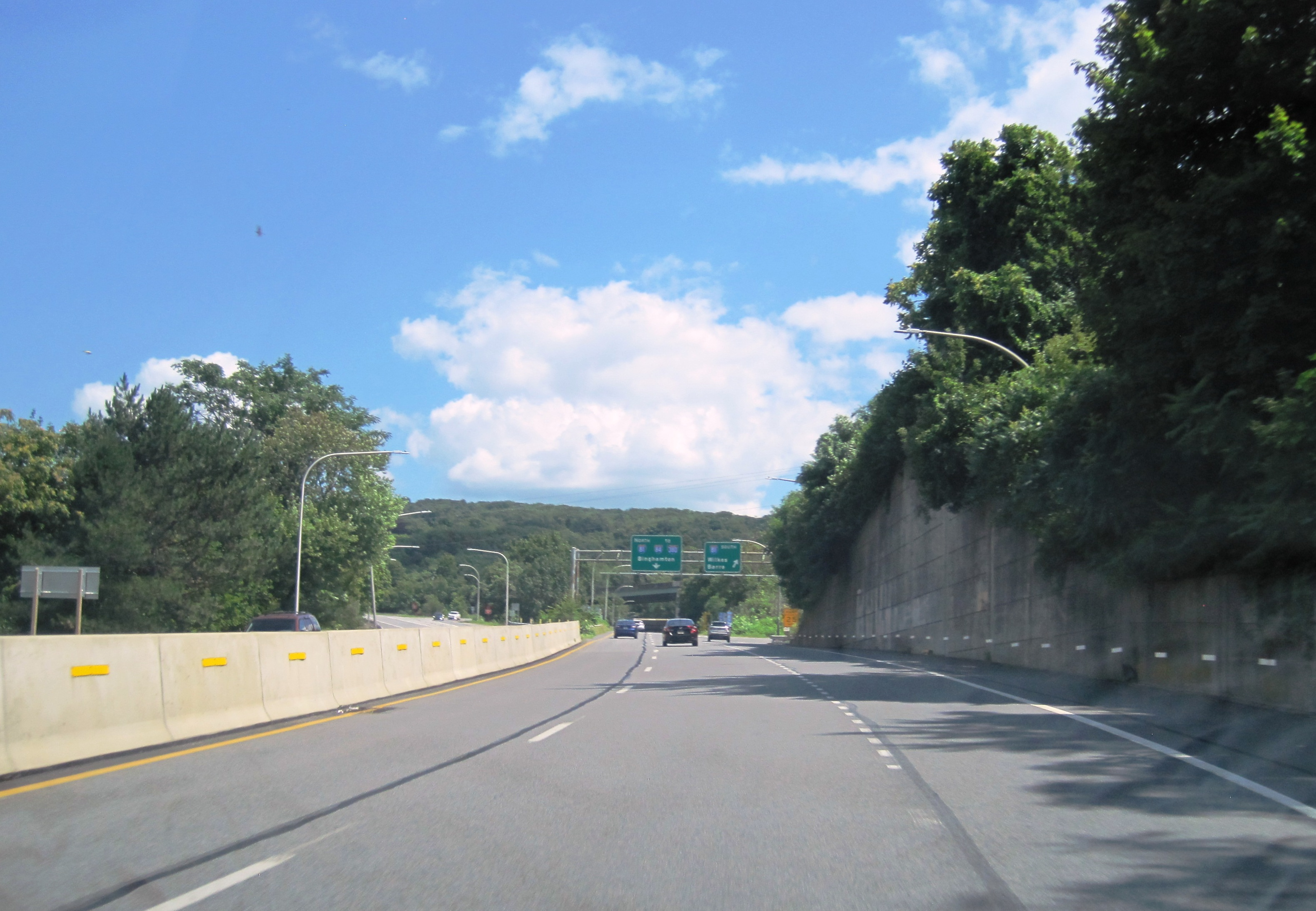
Автомагістраль станом на 2023 рік
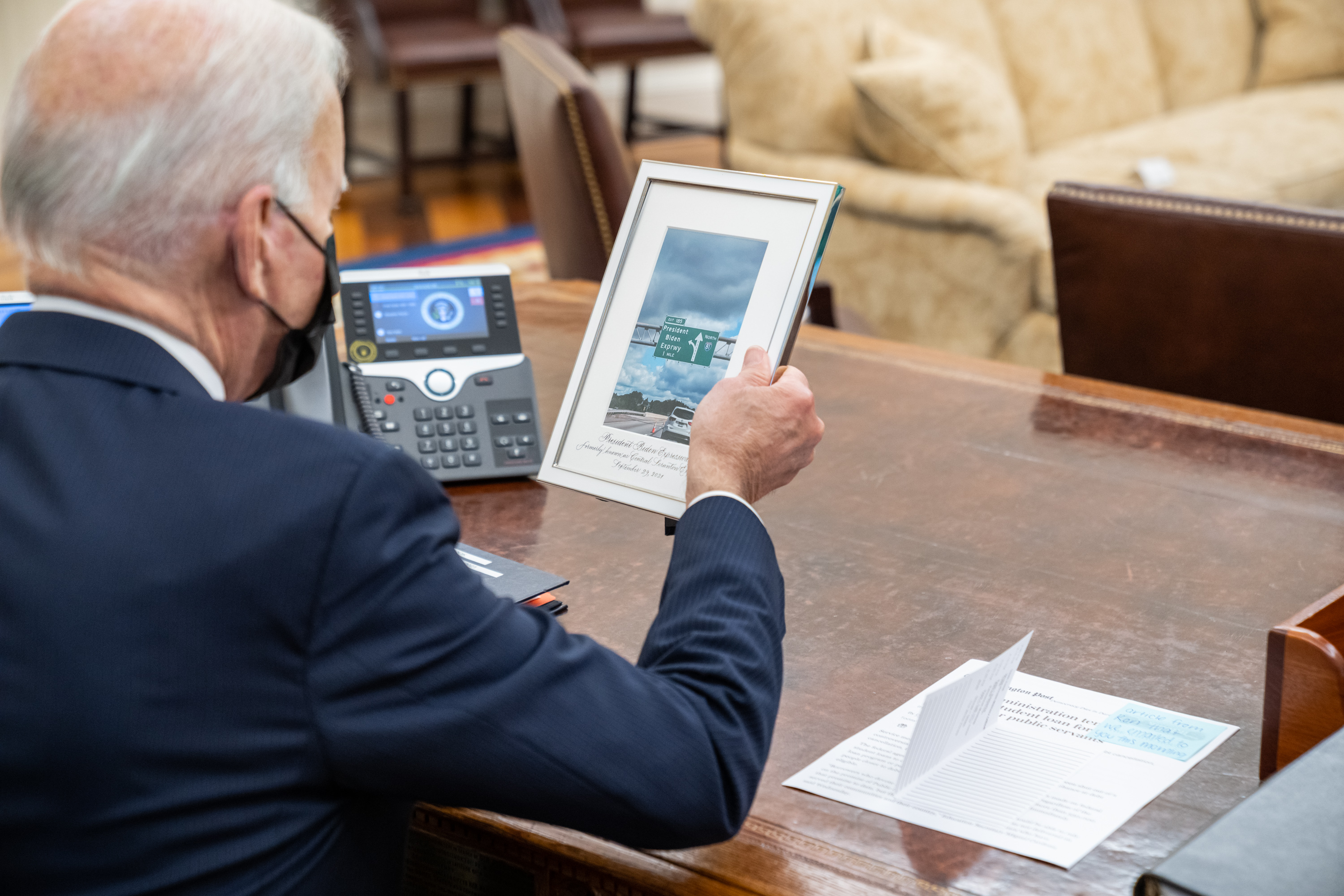
Президент Джо Байден дивиться на фотографію швидкісної автомагістралі в Скрентоні, штат Пенсильванія, в середу, 6 жовтня 2021 року, в Овальному кабінеті.